# Campeonato Paulista de Futebol de 1982 - Segunda Divisão
O Campeonato Paulista de Futebol de 1982 - Segunda Divisão foi a 36.ª edição do torneio promovida pela Federação Paulista de Futebol, e equivaleu ao segundo nível do futebol no estado de São Paulo.
Foi um campeonato muito longo e com muitas confusões e brigas nos jogos classificatórios, como no jogo entre o Taquaritinga contra o Grêmio Sãocarlense, quando houve uma guerra campal entre as torcidas, que se espalhou pela cidade de Taquaritinga e pela rodovia que liga a cidade a São Carlos.
As finais foram disputadas por quatro equipes na cidade de São Paulo, sendo que o Taquaritinga tornou-se campeão da Segunda Divisão, ganhando o direito de participar da Primeira Divisão de 1983. O vice Bragantino disputou com o XV de Jaú a outra vaga, mas não obteve o acesso, pois perdeu a disputa.

## Participantes
| Grupo Amarelo: - Araçatuba (Araçatuba) - Bandeirante (Birigüi) - Candidomotense (Cândido Mota) - Corinthians-PP (Presidente Prudente) - Dracena (Dracena) - Fernandópolis (Fernandópolis) - Linense (Lins) - Penapolense (Penápolis) - Rio Preto (São José do Rio Preto) - Santa Fé (Santa Fé do Sul) - Tanabi (Tanabi) - Tupã (Tupã) - VOCEM (Assis) - Votuporanguense (Votuporanga) | Grupo Branco: - DERAC Itapetininga (Itapetininga) - Ginásio Pinhalense (Espírito Santo do Pinhal) - Guaçuano (Mogi Guaçu) - Ferroviário (Itu) - Independente (Limeira) - Mogi Mirim (Mogi Mirim) - Primavera (Indaiatuba) - Rio Claro (Rio Claro) - Rio Branco (Americana) - Saltense (Salto) - União Barbarense (Santa Bárbara D'Oeste) - União São João (Araras) - Velo Clube (Rio Claro) | Grupo Preto: - Amparo (Amparo) - Aparecida (Aparecida do Norte) - Bragantino (Bragança Paulista) - Campo Limpo Paulista (Campo Limpo Paulista) - Cruzeiro (Cruzeiro) - Esportiva (Guaratinguetá) - Jabaquara (Santos) - Nacional (São Paulo) - Paulista (Jundiaí) - Portuguesa (Santos) - Saad (São Caetano do Sul) - São Bernardo (São Bernardo do Campo) - Suzano (Suzano) - União (Mogi das Cruzes) | Grupo Vermelho: - Barretos (Barretos) - Batatais (Batatais) - Catanduvense (Catanduva) - Internacional (Bebedouro) - Jaboticabal (Jaboticabal) - Lemense (Leme) - Novorizontino (Novo Horizonte) - Orlândia (Orlândia) - Palmeiras (São João da Boa Vista) - Radium (Mococa) - Sãocarlense (São Carlos) - Sertãozinho (Sertãozinho) - Taquaritinga (Taquaritinga) |  |

## Forma de disputa
Na primeira fase, os times foram divididos em quatro grupos, com jogos em turno e returno. Os campeões de cada turno se classificariam para a fase semifinal e se enfrentariam dentro do próprio grupo, em melhor de três pontos, com vantagem da equipe que tivesse melhor campanha. Os quatro vencedores disputariam a fase final por pontos corridos em dois turnos.

## Semifinais

### Grupo Amarelo
13 de novembro de 1982: Araçatuba 1 – 1 Santa Fé

17 de novembro de 1982: Araçatuba 3 – 0 Santa Fé

### Grupo Branco
Mogi Mirim 0 – 0 Primavera

Mogi Mirim 0 – 0 Primavera

13 de novembro de 1982: Mogi Mirim 2 – 2 Primavera (houve empate também na prorrogação, e o Mogi Mirim classificou-se por ter melhor campanha)

### Grupo Preto[2]
Bragantino 0 – 0 São Bernardo

6 de novembro de 1982: Bragantino 2 – 1 São Bernardo

### Grupo Vermelho
18 de novembro de 1982: Taquaritinga 1 – 1 Internacional

20 de novembro de 1982: Taquaritinga 2 – 2 Internacional

24 de novembro de 1982: Taquaritinga 2 – 2 Internacional (Taquaritinga venceu na prorrogação por 2 – 0, embora o empate fosse suficiente por ter melhor campanha)

## Fase final
| Grupo A |              |    |   |   |   |   |    |    |    |
| Pos.    | Time         | PG | J | V | E | D | GP | GC | SG |
| 1       | Taquaritinga | 8  | 6 | 2 | 4 | 0 | 9  | 5  | 4  |
| 2       | Bragantino   | 7  | 6 | 1 | 5 | 0 | 8  | 5  | 3  |
| 3       | Araçatuba    | 6  | 6 | 1 | 4 | 1 | 6  | 6  | 0  |
| 4       | Mogi Mirim   | 3  | 6 | 0 | 3 | 3 | 6  | 12 | -6 |

### Jogo decisivo
| 9 de dezembro de 1982 | Taquaritinga                             | 2 – 0 | Mogi Mirim | Parque Antarctica, São Paulo, SP                               |
| 19h30                 | Nascimento 2' do 1.º · Vágner 14' do 1.º |       |            | Público: 2 850 Renda: Cr$ 967 200 Árbitro: João Leopoldo Ayeta |

Taquaritinga: João Luís; João Carlos, Cidão, André e Nélson; Carlos Alberto (Celso), Roberlei (Braguinha) e Marcelo; Cássio, Nascimento e Vágner. Técnico: Tonho.
Mogi Mirim: Buda; Wílson Campos, Pereira, Elói e Maurício; Gaúcho, Silvinho e Arlindo; Beto (Ramón), Sérgio Tietê (Élcio) e Oscarzinho. Técnico: Tonico Guerreiro.

## "Rebolo"
Como vice-campeão da Segunda Divisão, o Bragantino disputaria a repescagem (também conhecida como "rebolo") contra o XV de Jaú, penúltimo colocado da Primeira Divisão. Inicialmente, os dirigentes do clube de Bragança Paulista alegavam que não precisariam disputar o "rebolo", pois o estádio do Taquaritinga não atendia à exigência mínima de capacidade para a Primeira Divisão, porém, num esforço de mutirão, a população da cidade ajudou a construir o Taquarão em tempo recorde, e o Bragantino acabou tendo de se contentar com a segunda colocação.
Entretanto, como a briga demorou meses para ser resolvida, a Federação deixou para marcar as datas do "rebolo" apenas em abril de 1983. Àquela altura, o Bragantino já tinha disputado algumas partidas pelo campeonato de 1983 da Segunda Divisão. O rebolo seria disputado em melhor de três pontos, com as partidas previstas para os dias 3 e 6 de maio e uma eventual partida no dia 8. Todas as partidas seriam disputadas no Estádio Barão de Serra Negra, em Piracicaba, um campo neutro.
A resolução da FPF sobre o "rebolo" estabeleceu que poderiam ser inscritos para as partidas jogadores registrados até 29 de abril, apesar de o regulamento original do Campeonato Paulista de 1982 prever que só poderiam jogar atletas que estivessem registrados naquela competição. O Bragantino escalou apenas jogadores de seu elenco de 1982, o que fez com que o time entrasse em campo para o primeiro jogo com o então zagueiro Pintado no gol, enquanto o XV de Jaú, que tinha em seu elenco apenas seis remanescentes do ano anterior, escalou apenas atletas contratados já em 1983. O XV de Jaú ganhou por 3 – 2, e o Bragantino ameaçou tentar anular a partida.
Apesar de o advogado do Bragantino ter garantido que seu clube ficaria com os pontos do jogo inicial, a Justiça estadual acabou proferindo decisão contrária, e o Bragantino também entrou em campo para o segundo jogo com atletas contratados em 1983. O empate por um gol manteve o XV na Primeira Divisão, gerando grande comemoração em Jaú.

## Premiação
| Campeonato Paulista de 1982 - Segunda Divisão |
| --------------------------------------------- |
| Taquaritinga Campeão (1.º título)             |